# Serpophaga hypoleuca
El piojito ribereño (Serpophaga hypoleuca), también denominado tiranuelo ribereño (en Colombia), tiranolete ribereño (en Ecuador), moscareta de los ríos (en Perú) o atrapamoscas de los ríos o de ríos (en Venezuela), es una especie de ave paseriforme de la familia Tyrannidae perteneciente al género Serpophaga. Es nativo de las cuencas del Amazonas y del Orinoco en América del Sur.

## Distribución y hábitat
Se encuentra en Perú, Venezuela, Brasil y también en las extensiones de ríos en Ecuador, Colombia y Bolivia.
Su distribución consiste de varios ríos-corredores de la cuenca del Amazonas y los drenajes de los ríos-corredores del Orinoco, y se extiende hacia los países vecinos, o frontera de un río entre países. 
Esta especie es considerada poco común y local en sus hábitats naturales, los crecimientos jóvenes y matorrales en las riberas e islas ribereñas, hasta los 600 m de altitud.

### Distribución en los ríos-corredores
El piojito ribereño se encuentra en la cuenca del Amazonas a lo largo de cuatro corredores biológicos principales; también dos ríos en Venezuela, incluyendo el Orinoco. Los corredores fluviales son en su mayoría tramos contiguos, de 100 a 150 km de ancho.
Los ríos de la cuenca del Amazonas, que remontan el curso son los siguientes: Río Amazonas, (Tocantins, Araguaia-este del Xingú), el río Xingú, Madeira, y Marañón-Ucayali, (en la Amazonía del Perú). Por el río Araguaia, las aves se distribuyen sólo continuando río abajo hasta la confluencia del Tocantins, luego del Tocantins hasta el Atlántico, (500 km al este de la salida del río Amazonas, extendiéndose a la confluencia del río Xingú donde se conecta al Tocantins). En el río Madeira, de la Amazonía de Bolivia, la única distribución se extiende en el país por 300 km de los 2300 kilómetros de alcance del río Madeira. Otras dos regiones de la Cuenca Amazónica del río son: un afluente del Marañón (nombre del río Amazonas aguas arriba) en el norte de Perú, y una región localizada en la parte baja del río Branco, un afluente del río Negro.
En Venezuela, el corredor se distribuye en la mitad inferior del río Orinoco, y el corredor del río Arauca hacia el oeste, en la frontera entre Colombia y Venezuela, a unos 700 km.

## Sistemática

### Descripción original
La especie S. hypoleuca fue descrita por primera vez por los zoólogos británicos Philip Lutley Sclater y Osbert Salvin en 1866 bajo el mismo nombre científico; su localidad tipo es: «bajo río Ucayali, Perú».

### Etimología
El nombre genérico femenino «Serpophaga» se compone de las palabras del griego «serphos» que significa ‘mosquito’, ‘jején’, y «phagos» que significa ‘comer’; y el nombre de la especie «hypoleuca», se compone de las palabras del griego «hupo» que significa ‘por abajo’, y «leukos» que significa ‘blanco’.

### Taxonomía
La subespecie venezuelana puede ser inseparable de pallida, pero la falta de especímenes complica su estudio.
Los estudios de Chebez & Agnolin (2012) presentaron evidencias de que el género Serpophaga no es monofilético y propusieron un nuevo género: Holmbergphaga Chebez & Agnolin, 2012, agrupando a las especies Serpophaga cinerea, S. nigricans y la presente. Sin embargo, si separadas, el nombre Ridgwayornis W. Bertoni, 1925, tendría prioridad, según el Comité de Clasificación de Sudamérica (SACC).

### Subespecies
Según las clasificaciones del Congreso Ornitológico Internacional (IOC) y Clements Checklist/eBird se reconocen tres subespecies, con su correspondiente distribución geográfica:
- Serpophaga hypoleuca hypoleuca P.L. Sclater & Salvin, 1866 – este de Ecuador, este de Perú, sureste de Colombia, oeste de la Amazonia brasileña y norte de Bolivia.
- Serpophaga hypoleuca venezuelana J.T. Zimmer, 1940 – río Orinoco y afluentes en el extremo oriental de Colombia y centro de Venezuela.
- Serpophaga hypoleuca pallida Snethlage, 1907 – bajos ríos Amazonas y Tapajós, y río Tocantins, en el centro oriental de la Amazonia brasleña.